# Åke Skyttevall
Gert Åke Skyttevall (Stoccolma, 28 febbraio 1956) è un ex cestista svedese.

## Carriera
Con la Svezia ha disputato i Giochi olimpici del 1980 (10º posto) e gli Europei 1983 (12º posto). In Nazionale vanta 168 presenze totali e 1.118 punti; vi ha esordito nel 1974, nel periodo in cui militava nello SK Riga Stoccolma.